# コレクティブ・シャウト
コレクティブ・シャウト（Collective Shout）は、2009年にメリンダ・タンカード・リーストによって設立された、オーストラリアの活動家グループ。自らを「メディア・広告・大衆文化における女性の客体化や少女の性的対象化に異議を唱える草の根運動」と称している。一部の報道機関は、この団体は反ポルノ団体と考えている。
コレクティブ・シャウトは、オーストラリア国内において、女性を性的に描写していると彼らが主張する映画・書籍・音楽の公開に抗議活動を行ってきた。この団体は、2025年にデジタル配信プラットフォームのSteamとItch.ioに対し、性暴力的であるとして数百本のビデオゲームを削除するようロビー活動を行ったことで、注目を集めるようになった。コレクティブ・シャウトは決済代行業者と協力して暴力的なアダルトゲームに反対する運動を展開しているが、これによって金融的検閲、性的でないLGBTQ+トピックの将来における検閲の可能性、そして表現の自由に対する懸念が生じている。この団体の活動により、非暴力的なコンテンツも影響を受け、Itch.ioから削除された。